# Entomoplasma lucivorax
Entomoplasma lucivorax è una specie di batterio appartenente alla famiglia delle Entomoplasmataceae.